# Fingerhøvl
En fingerhøvl eller violinhøvl er en meget lille høvl til brug for violinbyggere eller lignende.
Violinbyggere i København og omegn har ingen specielle navne for dem, men kalder dem høvle, slet og ret – uanset størrelse eller form – et forhold der ikke er helt ualmindeligt. Det er trods alt ikke alt værktøj der har fået påhæftet særlige betegnelser.
På engelsk benævnes de thumb planes og i USA finger- eller palm planes, altså hhv. "tommelfingerhøvl", fingerhøvl eller "håndfladehøvl" (håndfladehøvlen er en af de større, bagtil med en ombukket støtte for hånden), medens tysk har benævnelsen Wölbungshobel, der af violinbygger Jørgen Nielsen, København er oversat til hvælvingshøvl.
På grund af den ringe størrelse er huset som oftest fremstillet i metal, gerne en messinglegering, hvis ikke violinbyggeren selv har fremstillet den af et andet materiale. En af dem er Erik Hoffmann, der har en lavet af et topnøglehoved med messingsål, eller han har fremstillet andre høvle af andre materialer, angiveligt fordi de købte er for dyre og man alligevel skal bruge timer på at få dem til at gå. – Så hellere bruge tiden på at lave et ordentligt stykke værktøj og spare pengene.
Huset på høvlene har tit en nærmest ægoval form, det som Greber (1956) kalder skibsform. 
I Cremona, Italien, opbevares i Stradivarius' museum et sæt bestående af 6 små – af Greber benævnt – blokhøvle, eller fingerhøvle, de to af jern, de fire af messing. De mindste fingerhøvle er ikke længere end ca 1½ – 2 cm. Det fremgår, at jernet er fastgjort med klap og fingerskrue. Klappen ser ud til at være hængslet til vangerne. Violinhøvle fås med både plan og krum sål; de anvendes først og fremmest til høvling af dæk og bund, både udvendig og indvendig.